# Banco de Chile
Banco de Chile er en chilensk bank med hovedkvarter i Santiago. De har 434 filialer og 14.500 ansatte. Den blev etableret 28. oktober 1893 ved en fusion mellem Valparaiso Bank (1855), National Bank of Chile (1865) og Agriculturist Bank (1869)